# Rinorea brachypetala
Rinorea brachypetala là một loài thực vật có hoa trong họ Hoa tím. Loài này được (Turcz.) Kuntze miêu tả khoa học đầu tiên năm 1891.